# Hydriomena nubilofasciata
Hydriomena nubilofasciata là một loài bướm đêm trong họ Geometridae.